# Verwaltungsgemeinschaft Breitengüßbach
Die Verwaltungsgemeinschaft Breitengüßbach im oberfränkischen Landkreis Bamberg wurde im Zuge der Gemeindegebietsreform am 1. Mai 1978 gegründet und zum 1. Januar 1980 bereits wieder aufgelöst.
Der Verwaltungsgemeinschaft hatten die Gemeinden Breitengüßbach und Kemmern angehört.